# Liste der Biografien/Ise
Liste der Biografien |
Portal Biografien |
Personensuche
# |
A |
B |
C |
D |
E |
F |
G |
H |
I |
J |
K |
L |
M |
N |
O |
P |
Q |
R |
S |
T |
U |
V |
W |
X |
Y |
Z |
?
 
Ia |
Ib |
Ic |
Id |
Ie |
If |
Ig |
Ih |
Ii |
Ij |
Ik |
Il |
Im |
In |
Io |
Ip |
Iq |
Ir |
Is |
It |
Iu |
Iv |
Iw |
Ix |
Iy |
Iz
 
Isa |
Isb |
Isc |
Isd |
Ise |
Isf |
Isg |
Ish |
Isi |
Isj |
Isk |
Isl |
Ism |
Isn |
Iso |
Isp |
Isr |
Iss |
Ist |
Isu |
Isw |
Isy
Die Liste der Biografien führt alle Personen auf, die in der deutschsprachigen Wikipedia einen Artikel haben. Dieses ist eine Teilliste mit 173 Einträgen von Personen, deren Namen mit den Buchstaben „Ise“ beginnt.

## Ise
- Ise († 938), Mätresse und Dichterin
- Ise, George (1763–1833), deutscher Stadtschreiber, Bürgermeister und Landstand des Fürstentums Waldeck
- Ise, Kō (* 2002), japanischer Fußballspieler
- Ise, Masayoshi (1907–1985), japanischer Maler im Yōga-Stil
- Ise, Wataru (* 1996), japanischer Fußballspieler

### Iseb
- Isebrand, Wulf († 1506), kämpfte 1500 in der Schlacht bei HemmingstedtWulf Isebrand († 1506)

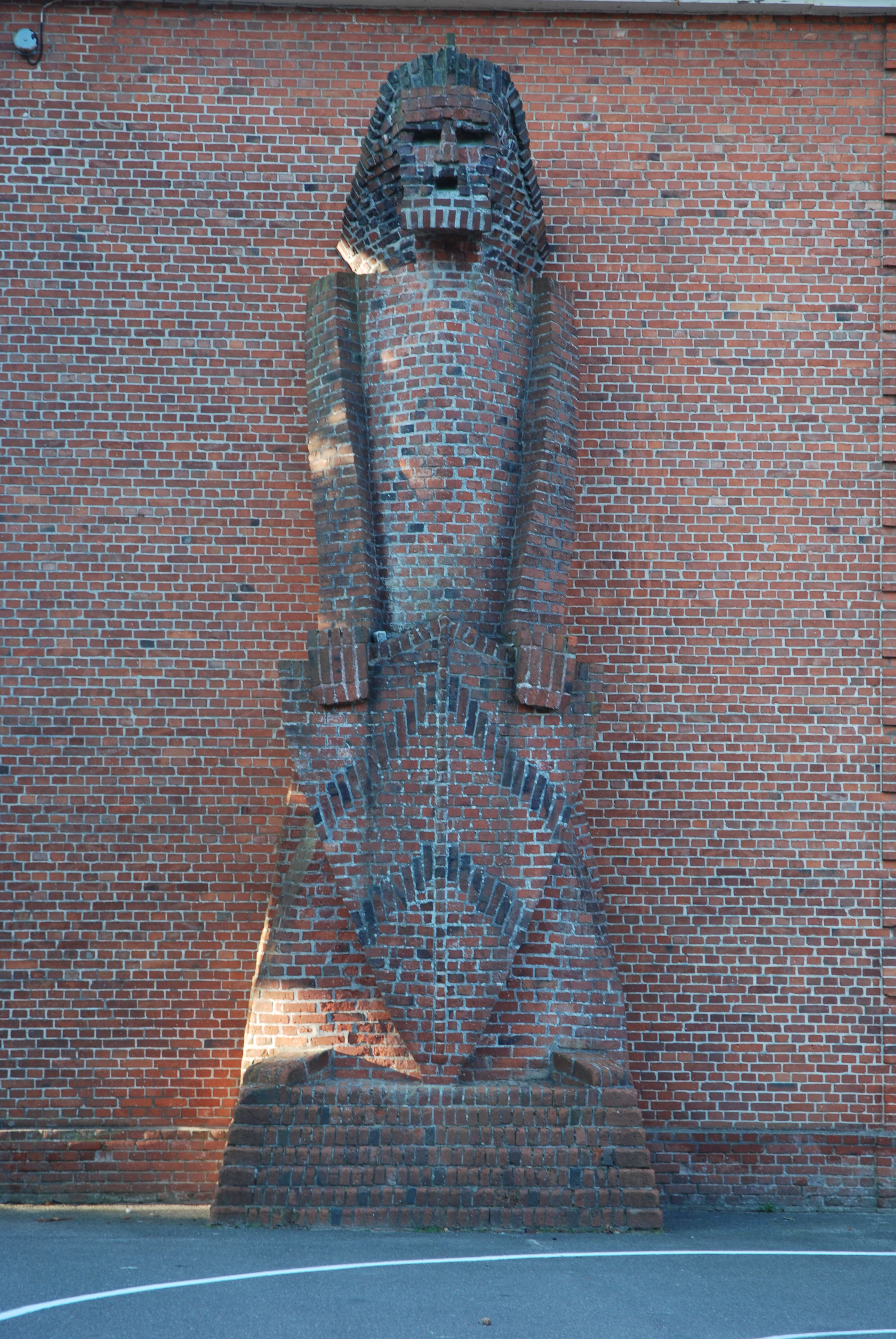
Wulf Isebrand († 1506)

### Isec
- Isecke, Regina (1953–2015), deutsche Rollstuhltennisspielerin

### Ised
- Iseda, Tetsuji (* 1968), japanischer Philosoph

### Iseg
- Isegawa, Moses (* 1963), ugandischer Schriftsteller

### Isek
- Iseke, Franz (1872–1938), deutscher römisch-katholischer Geistlicher und Märtyrer
- Iseke, Hermann (1856–1907), deutscher Dichter

### Isel
- Isele, Eugen (1902–1992), Schweizer Rechtswissenschaftler
- Isele, Hellmut Georg (1902–1987), deutscher Rechtswissenschaftler
- Isele, Klaus (* 1960), deutscher Verleger, Herausgeber und Publizist
- Isele, Leo (* 1907), deutscher Turner
- Iseler, Dieter (* 1937), deutscher Architekt und Politiker (SPD), MdHB
- Iseli, Christian (* 1957), Schweizer Filmemacher
- Iseli, Rolf (* 1934), Schweizer Maler und Grafiker
- Iselin, Christoph (1869–1949), Pionier in der schweizerischen Skigeschichte
- Iselin, Christoph (1910–1987), Schweizer Maler, Grafiker, Zeichner und Kunstlehrer
- Iselin, Faustina (1915–2010), Schweizer Malerin, Grafikerin, Bühnen- und Maskenbildnerin
- Iselin, Friedrich (1829–1882), Schweizer Turner und Turnfunktionär
- Iselin, Hans (1878–1953), Schweizer Chirurg, Radiologe, Unfallmediziner und Hochschullehrer
- Iselin, Heinrich (1888–1955), Schweizer Offizier
- Iselin, Isaak (1728–1782), Schweizer publizistisch tätiger Geschichtsphilosoph in der Zeit der AufklärungIsaak Iselin (1728–1782)

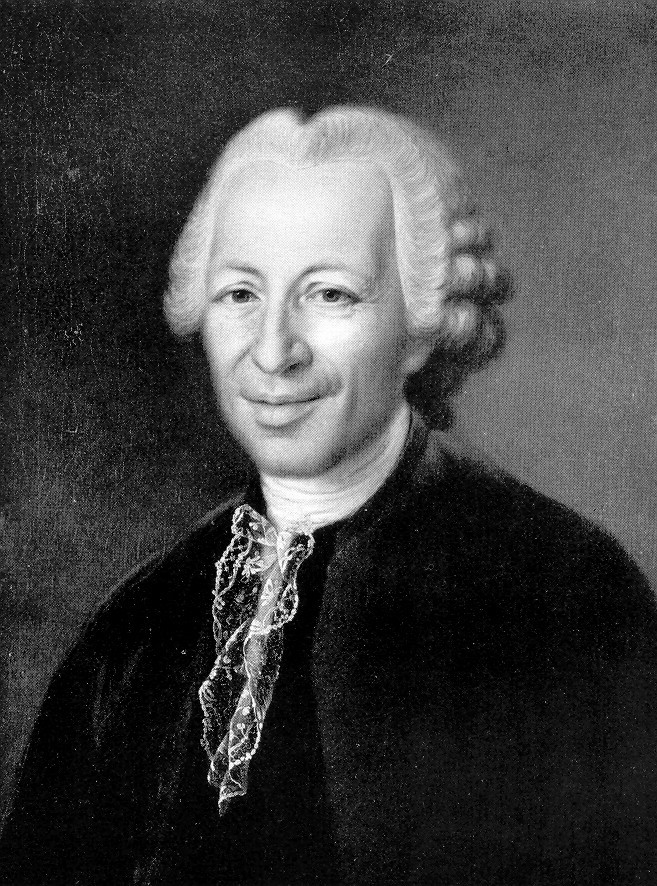
Isaak Iselin (1728–1782)

- Iselin, Jakob Christoph (1681–1737), Schweizer Theologe, Historiker und Lexikograph
- Iselin, Johann Rudolf (1705–1779), Schweizer Jurist, Historiker und Redakteur
- Iselin, Marc (* 1980), Schweizer Snowboarder
- Iselin, Pauline (1876–1946), US-amerikanische Golferin
- Iselin, Reinhard († 1781), schweizerisch-dänischer Reeder, Tuchhändler und Bankier
- Iselin, Walter (* 1953), Schweizer Fussballspieler und -trainer
- Iselin-Boesch, Elly (1910–1999), Schweizer Bildhauerin und Malerin
- Iselin-Haeger, Gustava (1878–1962), Schweizer Künstlerin
- Iselin-Sarasin, Isaak (1851–1930), Schweizer Jurist, Politiker und Offizier
- Isella, Dante (1922–2007), italienischer Romanist und Literaturwissenschaftler
- Isella, Edoardo (* 1980), mexikanischer Fußballspieler
- Isella, Gilberto (* 1943), Schweizer Schriftsteller, Literaturkritiker und Übersetzer
- Iselstein, Franz Wilhelm von († 1777), preußischer Oberstleutnant und Chef des Königsberger Land-Regiments

### Isem
- Iseman, Madison (* 1997), US-amerikanische SchauspielerinMadison Iseman (* 1997)

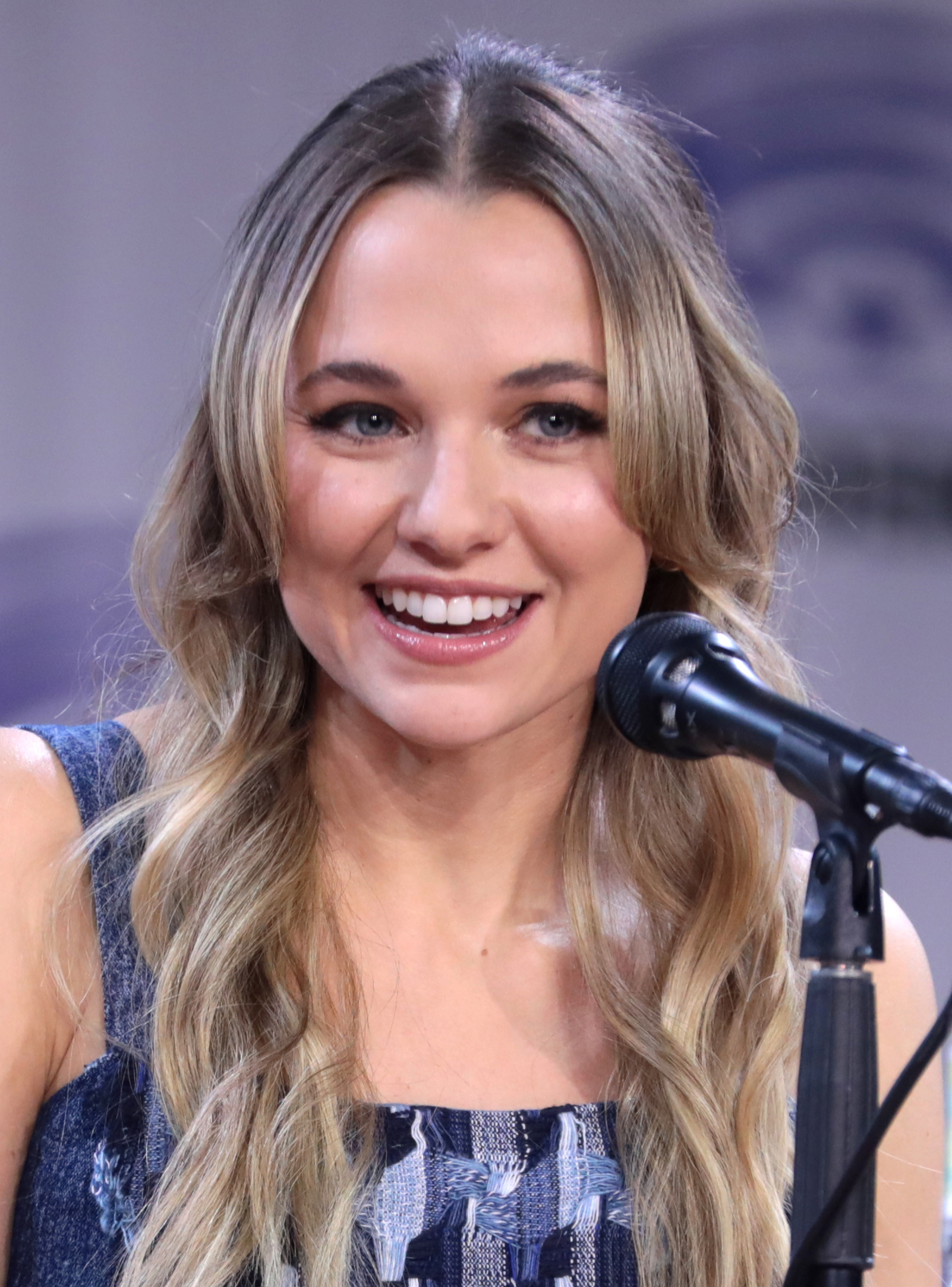
Madison Iseman (* 1997)

- Isemann, Bernd (1881–1967), deutscher Schriftsteller
- Isemann, Till (* 1996), deutscher Basketballspieler
- Isembart († 852), fränkischer Adliger, Graf von Barcelona
- Isemborghs, Hendrik (1914–1973), belgischer Fußballspieler
- Isemeyer, Manfred (* 1948), deutscher Sachbuchautor

### Isen
- Isen, Matthew (* 2000), kanadischer Schauspieler und Musiker
- Isenbart, August (1876–1940), deutscher Reichsgerichtsrat
- Isenbart, Émile (1846–1921), französischer Maler
- Isenbart, Hans-Heinrich (1923–2011), deutscher Moderator und Pferdefachmann
- Isenbart, Jürgen (1943–2015), deutscher Multiinstrumentalist, Perkussionist, Performancekünstler und Komiker
- Isenbeck, Karl (1904–1945), deutscher Pflanzenzuchtwissenschaftler
- Isenbeck, Ludwig (1882–1958), deutscher Bildhauer
- Isenberg, Beta (1846–1933), deutsche Mäzenin für kirchliche, soziale und kulturelle Zwecke
- Isenberg, Eckhard (* 1962), rheinischer Kirchenmusiker und Orgelsachverständiger
- Isenberg, Gabriel (* 1979), deutscher Kirchenmusiker
- Isenberg, Gabriele (* 1943), deutsche Historikerin und Mittelalterarchäologin
- Isenberg, Gerhard (1902–1982), deutscher Wirtschaftswissenschaftler, Raumplaner und Landesplaner
- Isenberg, Helga (1925–2020), deutsche Politikerin (LDPD), Abgeordnete der Volkskammer der DDR
- Isenberg, Herbert (1930–2021), deutscher Maler
- Isenberg, Horst (* 1937), deutscher Textlinguist und Hispanist
- Isenberg, Johann von († 1484), Weihbischof in Speyer, Minorit
- Isenberg, Jürgen (* 1971), deutscher Biathlet
- Isenberg, Karl (1906–1977), deutscher Politiker (SPD), MdL
- Isenberg, Konstantin Wassiljewitsch (1859–1911), russischer Bildhauer
- Isenberg, Nancy, US-amerikanische Historikerin
- Isenberg, Paul (1837–1903), deutscher Zuckerfabrikant
- Isenberg, Sally (1889–1961), deutscher Bankier
- Isenberg, Thomas (* 1967), deutscher Politiker (SPD), MdA
- Isenbiehl, Johannes Lorenz (1744–1818), deutscher Theologe
- Isenbort, Gregor (* 1970), deutscher Wirtschafts- und Sozialhistoriker und Philosoph
- Isenbrant, Adriaen († 1551), niederländischer Maler
- Isenbügel, Felix (* 1986), deutscher Theater- und Fernseh-Schauspieler
- Isenbügel, Günther (1922–1996), deutscher Sportreporter und Motorsportler
- Isenburg und Büdingen, Ernst Kasimir II. zu (1757–1801), regierender Graf in Büdingen
- Isenburg und Büdingen, Friedrich Wilhelm zu (1730–1804), kurbayrischer Generalleutnant und Kämmerer
- Isenburg und Büdingen, Gustav Friedrich zu (1715–1768), regierender Graf in Isenburg-Büdingen sowie dänischer General
- Isenburg und Büdingen, Ludwig Kasimir zu (1710–1775), regierender Graf in Isenburg-Büdingen sowie dänischer General und Diplomat
- Isenburg und Büdingen, Viktor zu (1802–1843), Standesherr
- Isenburg und Büdingen, Wolfgang Ernst II. zu (1735–1803), deutscher Fürst
- Isenburg und Büdingen, Wolfgang Ernst III. zu (1798–1866), Landtagsabgeordneter Großherzogtum und Kurfürstentum Hessen, Standesherr
- Isenburg, Anna von (1460–1522), deutsche Adlige
- Isenburg, Arnold II. von († 1259), Erzbischof von Trier
- Isenburg, Bonizeth von, Äbtissin im Stift Freckenhorst
- Isenburg, Diether von (1412–1482), deutscher Geistlicher, Erzbischof von Mainz (1459–1462 und 1475–1482)
- Isenburg, Friedrich Wilhelm (1882–1968), preußischer Offizier im Ersten Weltkrieg
- Isenburg, Helene Elisabeth von (1900–1974), Präsidentin des Vereins Stille Hilfe für Kriegsgefangene
- Isenburg, Hugo (* 1866), deutscher Verleger
- Isenburg, Karl Wilhelm Ludwig von (1785–1839), badischer Generalmajor
- Isenburg, Ludwig (1844–1918), Gutsbesitzer und Mitglied des Preußischen Abgeordnetenhauses
- Isenburg, Wilhelm Karl von (1903–1956), deutscher Genealoge
- Isenburg-Birstein, Christian Ludwig von (1710–1791), hessen-kasselscher Generalleutnant und deutscher Prinz
- Isenburg-Birstein, Franz-Joseph zu (1869–1939), deutscher Adeliger, Standesherr und Chef des Hauses Isenburg-BirsteinFranz-Joseph zu Isenburg-Birstein (1869–1939)

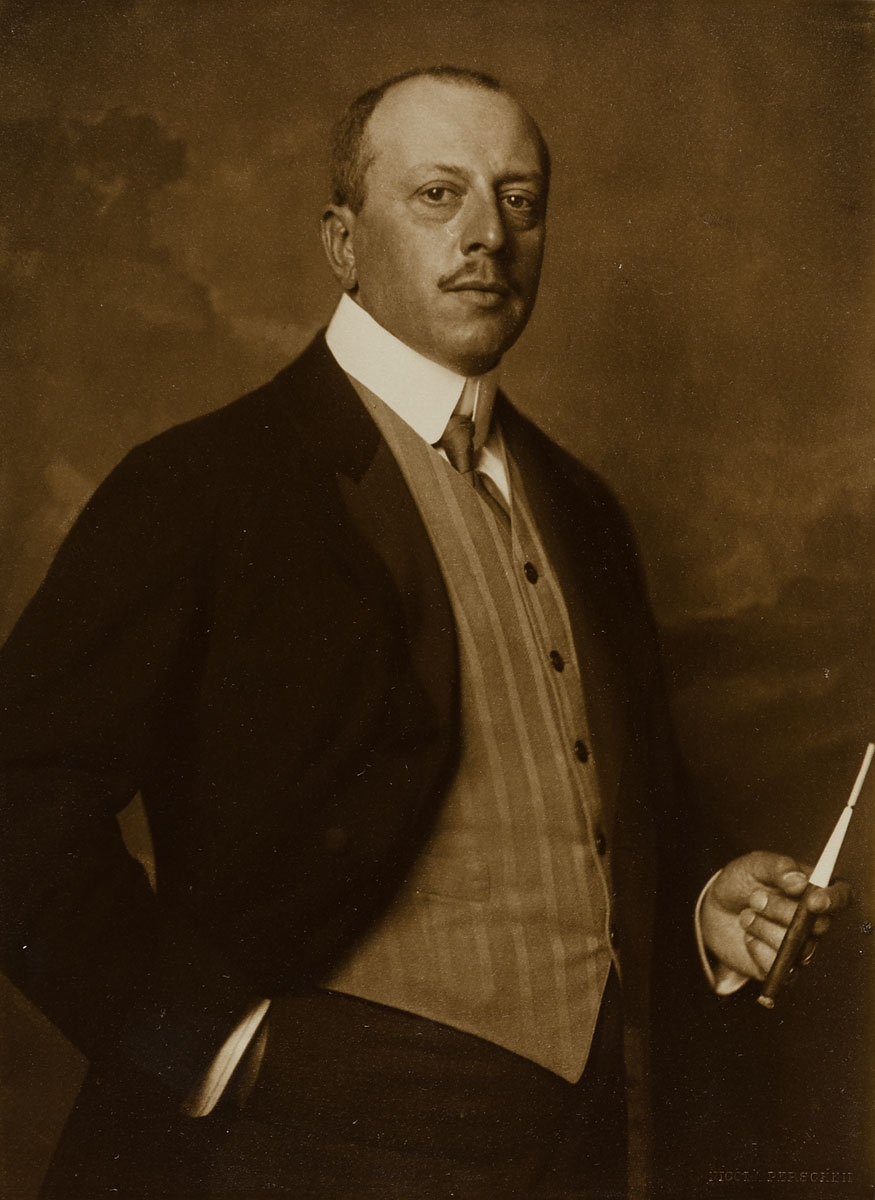
Franz-Joseph zu Isenburg-Birstein (1869–1939)

- Isenburg-Birstein, Johann Casimir von (1715–1759), deutscher Heeresführer
- Isenburg-Birstein, Karl zu (1838–1899), deutscher Adeliger, Standesherr und Chef des Hauses Isenburg-Birstein
- Isenburg-Birstein, Leopold zu (1866–1933), hessischer Standesherr und Parlamentarier
- Isenburg-Büdingen zu Ronneburg, Anton von (1501–1560), Graf
- Isenburg-Büdingen, Johann Ernst I. von (1625–1673), Begründer der Büdinger Linie der Isenburger
- Isenburg-Büdingen, Wolfgang Ernst I. von (1560–1633), Graf von Isenburg und Burggraf von Gelnhausen
- Isenburg-Grenzau, Ernst von (1584–1664), General im 30-jährigen Krieg und letzter Vertreter der Linie Isenburg-Grenzau
- Isenburger, Eric (1902–1994), deutscher Maler
- Isendahl, Walter (* 1872), deutscher Marineoffizier
- Isendahl, Walther (1877–1950), deutscher Ingenieur und Fachschriftsteller für Kraftfahrzeuge und Kraftfahrwesen
- Isene, Kristi Anna, norwegische Opernsängerin (Sopran)
- Isene, Ola Stunes (* 1995), norwegischer Leichtathlet
- Isenegger, Samuel (1899–1964), Schweizer Studienkomponist
- Isenfels, Paul (1888–1974), deutscher Schauspieler, Schriftsteller und Fotograf
- Isenflamm, Heinrich Friedrich (1771–1828), deutscher Mediziner und Hochschullehrer
- Isenflamm, Jacob Friedrich (1726–1793), deutscher Mediziner und Hochschullehrer
- Isengard, Adlige
- Isengwe, Christopher (* 1976), tansanischer Marathonläufer
- Isenhardt, Wolfgang (* 1941), deutscher Sänger (Tenor), Chorleiter, Dirigent und Arrangeur
- Isenhofer von Waldshut, Verfasser eines Schmähliedes gegen die Eidgenossen
- Iseni, Lina (* 2008), nordmazedonische Leichtathletin
- Isenkrahe, Caspar (1844–1921), deutscher Mathematiker, Physiker und katholischer Naturphilosoph
- Isenmann, Anton, Prismeller Steinmetz und Werkmeister
- Isenmann, Caspar, Maler und Kupferstecher
- Isenmann, Eberhard (* 1944), deutscher Historiker
- Isenmann, Eduard (1860–1932), deutscher Politiker (Zentrum), MdR
- Isenmann, Hermann (1908–1991), deutscher Bildhauer, Metallgießer und Restaurator
- Isenmann, Johann († 1574), lutherischer Theologe und Reformator
- Isenrath, Jacob (1879–1951), deutscher Polizeipräsident und Politiker (Zentrum)
- Isenrath, Paul (* 1936), deutscher Bildhauer und Hochschullehrer
- Isenrik von Admont († 1189), salzburgischer römisch-katholischer Geistlicher
- Isenring, Johann Baptist (1796–1860), Schweizer Landschaftsmaler und Daguerretypist
- Isenschmid, Andreas (* 1952), Schweizer Journalist und Literaturkritiker
- Isenschmid, Josef (1908–2009), schweizerischer Politiker (Konservative Volkspartei)
- Isenschmid, Jürg (* 1957), Schweizer Unternehmer und Buchautor
- Isensee, Ada (* 1944), deutsche Malerin
- Isensee, August Ludwig Christian (1743–1824), deutscher Kirchenlieddichter
- Isensee, Josef (* 1937), deutscher Staatsrechtler
- Isensee, Rik, US-amerikanischer Autor und Therapeut
- Isensee, Willy (* 1898), deutscher Politiker (KPD, SED), MdL
- Isenstein, Julius L. (1856–1929), deutscher Bankdirektor, Kommerzienrat und Stifter
- Isenstein, Kurt Harald (1898–1980), deutscher Bildhauer und Kunstlehrer
- Isenta, Ellen (1885–1959), deutsche Schauspielerin
- Isentrud von Hörselgau, Frau im Gefolge der Elisabeth von Thüringen, Zeugin in deren Heiligsprechungsprozess

### Isep
- Isepp, Sebastian (1808–1871), österreichischer Landwirt und Politiker, Landtagsabgeordneter
- Isepp, Sebastian (1884–1954), österreichischer Maler
- Iseppi, Gianpietro (* 1982), philippinisch-schweizerischer Eishockeytorwart
- Iseppi, Valentina (* 1997), italienische Ruderin

### Iser
- Iser, Dorothea (* 1946), deutsche Schriftstellerin
- Iser, Gabriel Hubert (1826–1907), deutscher Reichsgerichtsrat
- Iser, Iosif (1881–1958), rumänischer Maler
- Iser, Wolfgang (1926–2007), deutscher Anglist und Literaturwissenschaftler
- Iserbyt, Eli (* 1997), belgischer RadrennfahrerEli Iserbyt (* 1997)

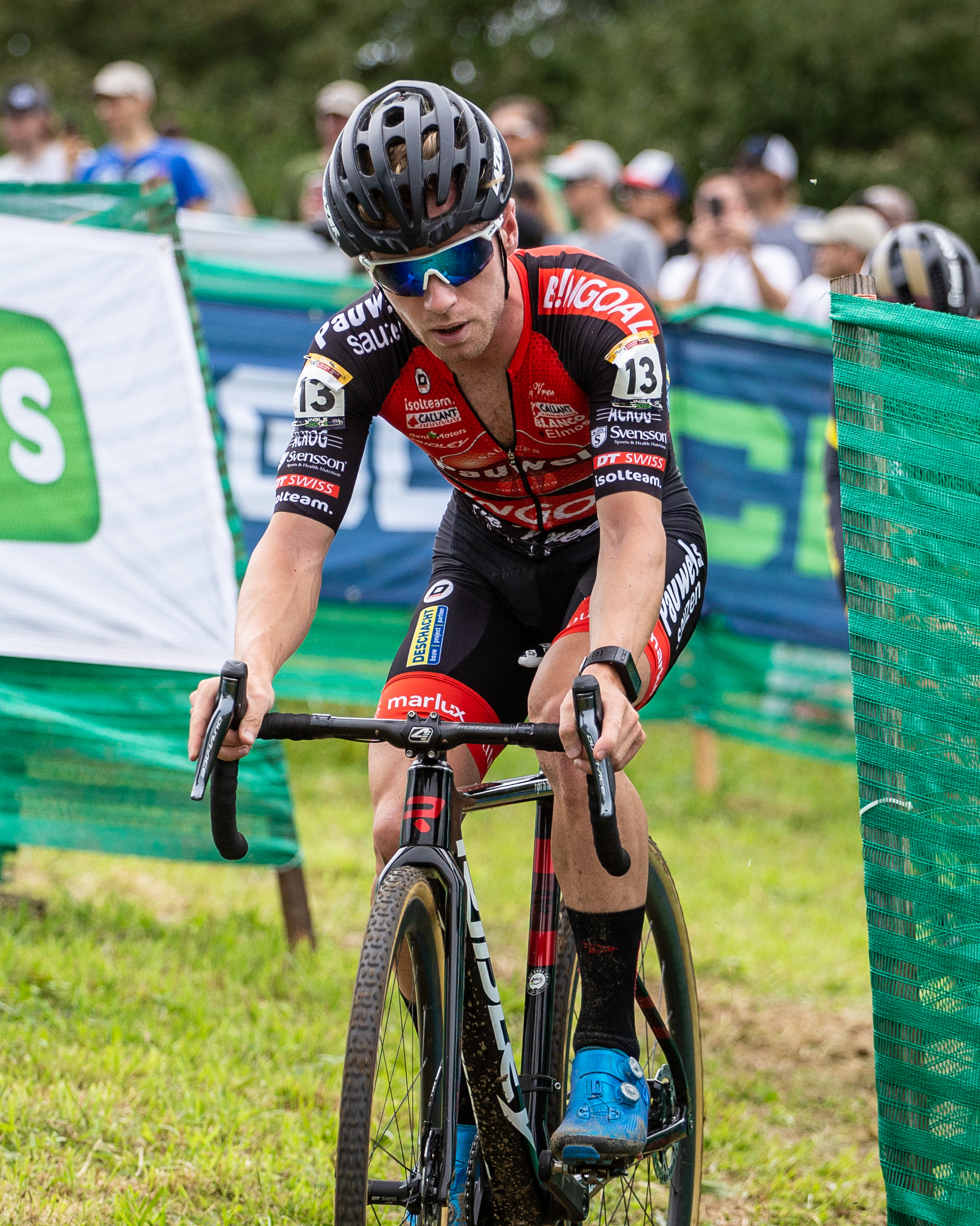
Eli Iserbyt (* 1997)

- İşeri, Doğa (* 1992), türkischer Fußballspieler
- Iserles, Arieh (* 1947), israelischer Mathematiker
- Iserloh, Erwin (1915–1996), katholischer Kirchenhistoriker
- Iserlohe, Klaus (1928–2011), deutscher Bildhauer der sakralen Kunst
- Iserlohe, Ulrich (1946–2024), deutscher Politiker (SPD), MdL
- Isermann, Berend (* 1967), deutscher Mediziner und Hochschullehrer
- Isermann, Edgar (* 1944), deutscher Jurist und Oberlandesgerichtspräsident Braunschweig
- Isermann, Gerhard (1931–2015), deutscher lutherischer Theologe, Publizist und Autor
- Isermann, Heinz (* 1941), deutscher Ökonom
- Isermann, Ingrid (* 1943), Schweizer Autorin und Kulturjournalistin
- Isermann, Ludolph (* 1882), deutscher Fabrikant
- Isermann, Maike (* 1963), deutsche Biologin und habilitierte Wissenschaftliche Mitarbeiterin an der Uni Bremen
- Isermann, Rolf (* 1938), deutscher Ingenieur, Professor für Regelungstechnik und Wissenschaftler für Mechatronik
- Isermann, Thomas (1957–2024), deutscher Schriftsteller und Literaturwissenschaftler
- Isermeyer, Christian Adolf (1908–2001), deutscher Kunsthistoriker
- Isermeyer, Folkhard (1958–2025), deutscher Agrarökonom
- Isermeyer, Patrick (* 1988), deutscher Schauspieler
- Isern, Fernando (* 1958), kubanischer Geistlicher und emeritierter Bischof von Pueblo
- Isernhagen, Gustav (* 1937), deutscher Politiker (CDU), MdL
- Isernhagen, Hans (1897–1960), deutscher Politiker (DP), MdL
- Isernhagen, Hartwig (* 1940), deutscher Anglist
- Isernhagen, Peter († 1664), Kaufmann und Ratsherr der Hansestadt Lübeck
- Isert, Paul Erdmann (1756–1789), deutscher Botaniker und Zoologe

### Iset
- Iset, zweite oder dritte Tochter Amenophis III. und seiner Großen Königlichen Gemahlin Teje; Schwester von Echnaton (Amenophis IV.)Iset

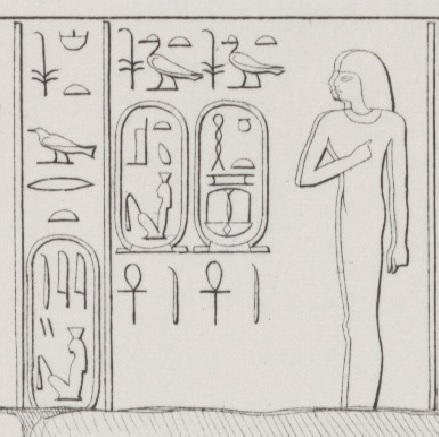
Iset

- Iset, Tochter von Ramses VI.; Gottesgemahlin des Amun
- Isett, Philip (* 1986), US-amerikanischer Mathematiker
- Isettahemdjert, Gemahlin des ägyptischen Pharaos Ramses III.

### Isez
- Isezaki, Jun (* 1936), japanischer Kunsthandwerker und lebender Nationalschatz
- Isezaki, Kenji (* 1957), japanischer Entwicklungshelfer, UN-Mitarbeiter und Hochschullehrer